# 桜島西道町
桜島西道町（さくらじまさいどうちょう）は、鹿児島県鹿児島市の町。旧大隅国大隅郡桜島郷西道村、鹿児島郡西桜島村大字西道、鹿児島郡桜島町大字西道。郵便番号は891-1414。人口は166人、世帯数は105世帯（2020年4月1日現在）。

## 地理
桜島の北部に所在しており、地内を金床川、西元川、西道川が北流している。町域の東方に桜島松浦町、西方に桜島藤野町、北方には鹿児島湾が接している。海岸沿いを鹿児島県道26号桜島港黒神線が通っている。
主に温州みかんなどの栽培を中心とした果樹生産地域である。北岳斜面を流れる金床川流域には建設省（現在の国土交通省）によって砂防ダムが建設されている。

### 自然公園・自然保護地区
桜島西道町の一部が国立公園である霧島錦江湾国立公園の区域に指定されており、特別保護地区（桜島山頂）・第1種特別地域（桜島北斜面）・第2種特別地域（桜島北及び東斜面）・第3種特別地域（桜島北及び東麓）から構成される。

## 歴史

### 中世の西道
西道という地名は室町時代より見え、大隅国向島のうちであった。永享11年（1439年）の島津持久袖証判の寄進状に「向島西堂之村」として西道という地名が見える。天文6年（1537年）には島津勝久が本田董親に向島地頭を任じた際に「さいたう」などを宛がった。

### 近代の西道
江戸時代には大隅国大隅郡桜島郷（外城）のうちであり、村高は「天保郷帳」では41石余、「郡村高辻帳」では41石余、「三州御治世要覧」では72石余、「旧高旧領取調帳」では80石余であった。
西道村には薩摩藩の製蝋所が設置された。西道と藤野ではスイカが桜島大根の前作として栽培されていた。寛文8年（1668年）には隣村の藤野村との境界紛争が発生し、西道村が主張した境界線に変更となった。
1887年（明治20年）4月2日には「 鹿兒島縣下分郡ノ件」（明治20年勅令第7号）により大隅郡が南北に分割され、西道村は北大隅郡の所属となった。

### 町村制施行後
1889年（明治22年）4月1日に町村制が施行されたのに伴い、桜島の西部にあたる赤水村・横山村・小池村・赤生原村・武村・藤野村・西道村・松浦村・二俣村・白浜村の区域より北大隅郡西桜島村が成立した。それまでの西道村は西桜島村の大字「西道」となった。1897年（明治30年）4月1日には「 鹿兒島縣下國界竝郡界變更及郡廢置法律」（明治29年法律第55号）によって北大隅郡が鹿児島郡に統合され、西桜島村は鹿児島郡のうちとなった。
1914年（大正3年）1月12日には桜島の大正大噴火が発生した。西道の住民は通船などによって対岸の薩摩半島や重富・加治木・福山方面に避難した。西道では噴石や火砕流によって発生した火災により多くの家屋が焼失した。噴火が終息したのち西桜島村役場が置かれていた大字横山（現在の桜島横山町）が埋没したことから仮の村役場が西道に置かれたが、1916年（大正5年）には大字藤野に村役場が設置された。昭和10年代後半には西道に西桜島村森林組合が設立された。第二次世界大戦中にはアメリカ軍の空襲が行われ住居が焼失した。
1973年（昭和48年）5月1日に西桜島村が改称及び町制施行し桜島町となり、桜島町の大字となった。
2004年（平成16年）11月1日に桜島町が日置郡松元町、郡山町、鹿児島郡吉田町、揖宿郡喜入町と共に鹿児島市に編入された。合併に際して設置された法定合併協議会である鹿児島地区合併協議会における協議によって、桜島町の区域の大字については「字の区域を廃止し、当該廃止された字の区域に相当する区域により新たに町の区域を設定し、その名称については表示案に基づき、各町の意向を尊重し合併までに調整するものとする」と協定された。
前述の協定に基づいて、合併前の10月26日に鹿児島県の告示である「 町の区域の設定及び字の廃止」が鹿児島県公報に掲載された。この告示の規定に基づき、それまでの大字西道は廃止され、大字西道の全域を以て新たに鹿児島市の町「桜島西道町」が設置された。

## 人口
以下の表は国勢調査による小地域集計が開始された1995年以降の人口の推移である。
| 年                 | 人口 |
| ------------------ | ---- |
| 1995年（平成7年）  | 407  |
| 2000年（平成12年） | 354  |
| 2005年（平成17年） | 323  |
| 2010年（平成22年） | 247  |
| 2015年（平成27年） | 183  |

## 施設

### 公共
- 西道集会施設

### 寺社
- 三柱神社[13]
月読命などを祀る神社である[37]。社格は村社[37]。

## 教育

### 小・中学校の学区
市立小・中学校に通う場合、学区（校区）は以下の通りとなる。
| 町丁       | 番・番地 | 小学校               | 中学校               |
| ---------- | -------- | -------------------- | -------------------- |
| 桜島西道町 | 全域     | 鹿児島市立桜峰小学校 | 鹿児島市立桜島中学校 |

## 交通

### 道路
主要地方道
- 鹿児島県道26号桜島港黒神線

### 路線バス
- 鹿児島市交通局
  - （60番 桜島線[39]） - 西道 - 桜峰小学校 -

### 港湾
- 桜島港[40]
  - 西道地区（避難港（16番）[41]）[42]